# 桑德拉·戴·奧康納
桑德拉·戴·奧康納（1930年3月26日—2023年12月1日）是一名美國法學家。她是美國最高法院首位女性大法官，於2006年退休。

## 生平
奧康納于1930年出生于得克萨斯州，在亚利桑那州一个偏远的牧场上长大成人。她先在斯坦福大学主修经济学，后来发现自己更喜欢法律，并在斯坦福大学获得文学士和法学士学位。她毕业后当过律师、亚利桑那州参议员及该州上诉法院法官。她在担任最高法院大法官期间曾患乳腺癌，并于1988年接受了切除手术。2005年，奥康纳宣布退休，主要原因是要照顾罹患阿兹海默症多年的丈夫。丈夫卻在2007年於安養中心與一名女病患相戀，但奧康納反而高興，認為丈夫的情緒因為此婚外情而有所改善。她的丈夫已於2009年病逝，享壽79歲。
2018年10月23日，奧康納發表聲明表示自己已罹患失智症，可能是阿茲海默症初期，將不再參與公開活動。
2023年12月1日，奧康納在菲尼克斯逝世，死於腦退化症。

## 最高法院法官

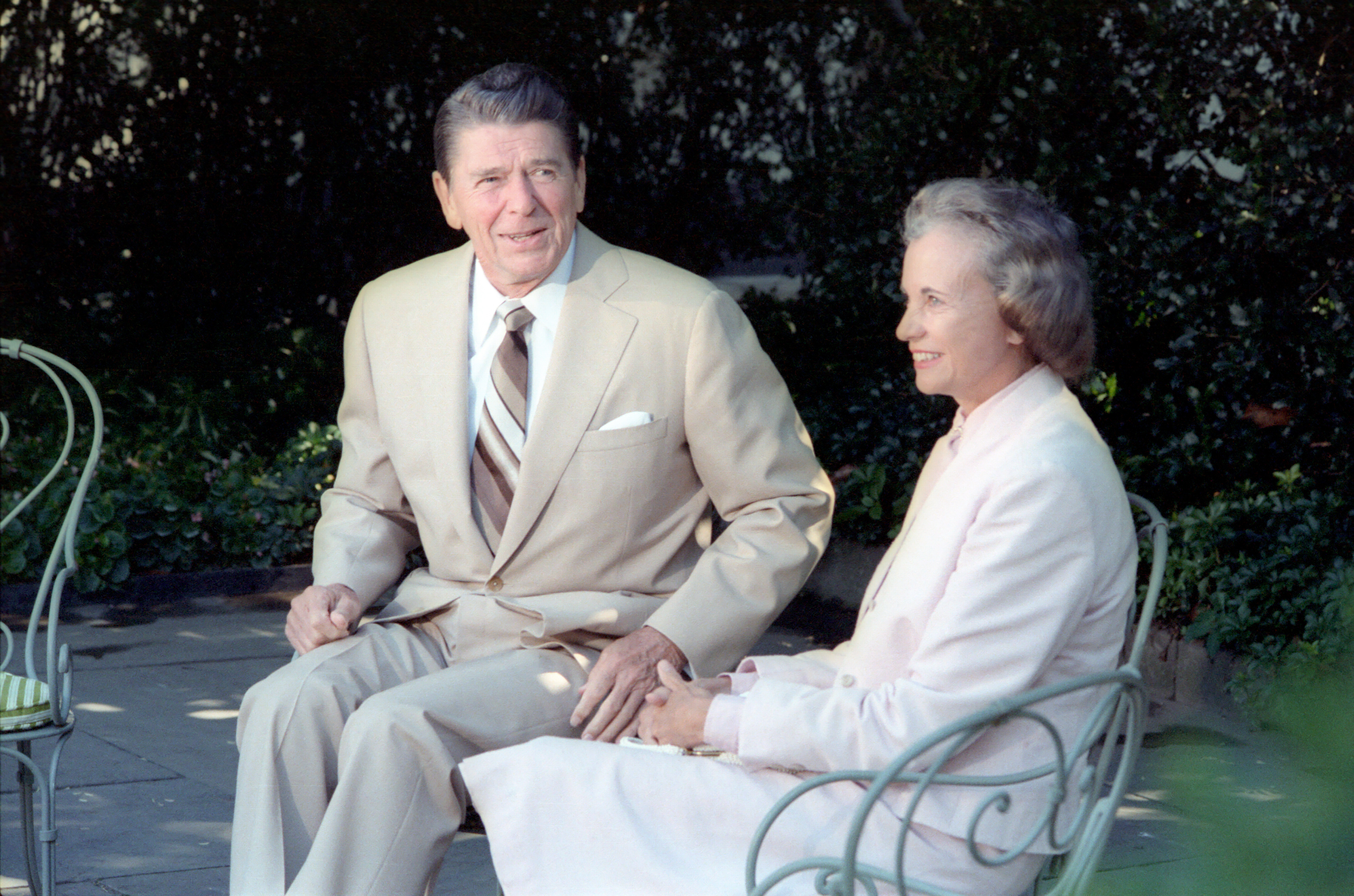
1981年7月15日，最高法院大法官提名人桑德拉·戴·奧康納 (Sandra Day O'Connor) 在白宮外與總統羅納德·里根交談。

1981年7月7日，總統羅納德·里根在1980年美国总统选举期間曾承諾任命第一位女性美國最高法院大法官 ，他宣布將提名奧康納為最高法院副法官，以接替即將退休的波特·斯图尔特。奧康納在宣布提名的前一天收到里根總統的提名通知，但她不知道她已入圍該職位。
1981年8月19日，里根總統正式提名奧康納。
里根總統提名奧康納被一些反墮胎和基督教右派宗教團體批評，因為奧康納支持女性擁有墮胎權，並曾經表示不會推翻1973年最高法院對墮胎權的裁決。

奧康納由首席大法官沃倫·伯格宣誓就職，她的丈夫約翰·奧康納在一旁觀看。

奧康納2005年7月1日宣布退休以便照顧患病的丈夫，總統喬治·沃克·布什提名塞繆爾·阿利托接替她的位置。

## 荣誉及评价
奥康纳曾被多家刊物列入全世界最有权威的女性排行榜。她曾是威廉與瑪麗學院的名譽校長，2009年獲巴拉克·奧巴馬總統授予總統自由勳章。
奧康納在擔任最高法院大法官期間，被認為是溫和的保守派，經常在重大的爭議問題上投下決定性一票，如2000年的布希訴高爾案，曾被《福布斯雜誌》選為最有權力的女人之一。